# Historien om Sverige (dokumentärserie)
Historien om Sverige är en ”drama-dokumentärserie” om Sveriges historia som hade premiär den 5 november 2023. I dokumentärserien medverkar historiker, arkeologer och andra historiskt kunniga. Den är Sveriges Televisions dittills största satsning på historia. De tio timslånga avsnitten visas även på SVT Play. Serien spelades in på 200 platser runt om i Sverige mellan hösten 2021 och sommaren 2023. 1500 statister medverkar i rekonstruktioner av historiska händelser och personer. Serien är också den första att sända i 4K-format.
Seriens berättare är Simon J. Berger. Kompositörer för ledmotivet är Ludwig Göransson och Per Gunnar Juliusson. Kompositörer för övrig musik är Joel Danell och Edvin Kunze Nahlin. Patrick Bratt och Björn Wahren är seriens producenter.
SVT:s förhoppning med serien är att väcka ett intresse för Sveriges historia och inspirera tittare till att ta reda på mer och fördjupa sina kunskaper även på andra håll. SVT samverkar också med museer, bibliotek och andra kulturinstitutioner med målet att skapa ett brett intresse för historia.

## Avsnitt
De tio avsnitten är uppdelade på två säsonger och varje avsnitt täcker in en tidsperiod.
| Nr | Titel                                                       | Regi                                               | Manus                               | Sändningsdatum   |
| Säsong 1 | Säsong 1                                                    | Säsong 1                                           | Säsong 1                            | Säsong 1         |
| --- | ----------------------------------------------------------- | -------------------------------------------------- | ----------------------------------- | ---------------- |
| 1 | "Stenåldern, ca 14.500 - 3700 år sedan"                     | Niklas Fröberg & Niklas Vidinghoff                 | Elsa Gellermark                     | 5 november 2023  |
| Vilka var de första människorna? Hur levde de? När inlandsisen drar sig undan och klimatet blir varmare befolkas våra breddgrader. Med människorna kommer också ritualer, för att hedra människor och gudar och för att visa makt. När människor som kan bruka jorden dyker upp förändras allt.                                   |                                                             |                                                    |                                     |                  |
| 2 | "Metallernas tid, ca 1700 f Kr–500 e Kr"                    | Niklas Fröberg & Niklas Vidinghoff                 | Anders Högrell                      | 12 november 2023 |
| På jakt efter metaller lämnar människorna stenåldern bakom sig och ger sig ut i Europa på långa och riskfyllda resor. Föremålen och kunskaperna de tar med sig hem skapar nya möjligheter för alla som lever i vårt land. Men de leder också till våld och krig.                                                                  |                                                             |                                                    |                                     |                  |
| 3 | "Vikingarnas tid, 500-talet till slutet av 1000-talet"      | Niklas Fröberg & Niklas Vidinghoff                 | Daniel Alfredson                    | 19 november 2023 |
| En ny era ser dagens ljus när bönder från vårt land ger sig av till sjöss och gör sig kända i hela Europa - och längre bort än så. Vikingarna tar med sig rikedomar och ny kunskap tillbaka till Norden. Med tiden kommer en ny religion att slå rot här, en troslära som utmanar vikingarnas sätt att leva.                      |                                                             |                                                    |                                     |                  |
| 4 | "Gud ger och Gud tar, 1100–talet till slutet av 1300-talet" | Niklas Fröberg & Niklas Vidinghoff                 | Lena Ollmark                        | 26 november 2023 |
| Det är goda tider för svenskarna som nu blivit kristna. Ekonomin blomstrar och skördarna är goda. Befolkningen växer och det svenska riket börjar byggas steg för steg. Men allt utmanas när tiderna plötsligt blir sämre och pesten utplånar en tredjedel av befolkningen.                                                       |                                                             |                                                    |                                     |                  |
| 5 | "Kampen om tronen, år 1361–1560"                            | Niklas Fröberg & Niklas Vidinghoff                 | Magnus Samuelsson                   | 3 december 2023  |
| En tid i pestens grymma skugga följer, fylld av blodiga uppror och ond bråd död. Många ger sig in i maktkampen om Sverige och den svenska tronen men det är bara en som kommer att lyckas, och för att göra det krävs både list och hänsynslöshet.                                                                                |                                                             |                                                    |                                     |                  |
| Säsong 2 |                                                             |                                                    |                                     |                  |
| 6 | "Stormakten Sverige, år 1560 till 1658"                     | Niklas Fröberg & Niklas Vidinghoff                 | Magnus Samuelsson                   | 14 januari 2024  |
| Under århundradet som följer kommer lilla Sverige att bli ett mäktigt land i Europa, en stormakt. Långt ifrån storpolitiken stretar människorna på i sina vanliga liv, men det är de som kommer att få betala för kungarnas framgångar på slagfälten - och priset kommer att bli högt.                                            |                                                             |                                                    |                                     |                  |
| 7 | "Häxor och krig, år 1658 till 1721"                         | Niklas Fröberg & Niklas Vidinghoff                 | Lena Ollmark                        | 21 januari 2024  |
| Sverige är förvandlat till en militärstat, och den effektiva krigsapparaten väcker respekt i Europa. Men landet går också igenom enormt svåra tider med häxbränningar, missväxt och pest - och tusentals unga män kommer att dö i försöken att bevara stormakten.                                                                 |                                                             |                                                    |                                     |                  |
| 8 | "Nya tider, år 1719 till 1810"                              | Niklas Fröberg & Niklas Vidinghoff                 | Martin Abrahamsson                  | 28 januari 2024  |
| Sverige är ett utblottat och uttröttat land, efter Karl XII:s ändlösa krig. Men ur askan växer något nytt fram. Nya sätt att tänka slår rot, handel och vetenskap blomstrar och nu kommer också nya idéer som tryckfrihet och folkligt inflytande. Men de idéerna kommer att stöta på motstånd.                                   |                                                             |                                                    |                                     |                  |
| 9 | "Folket tar makten, år 1809 till 1921"                      | Niklas Fröberg, Niklas Vidinghoff & Johanna Becker | Elsa Gellermark                     | 4 februari 2024  |
| Under 1800-talet tar Sverige sina första steg mot ett mer rättvist och demokratiskt samhälle. Reformer, vaccin och nyvunnen fred gör att landet står inför en befolkningsexplosion. Det här är också en tid då de svenska industrierna bildas och folket samlar sig i protester och kräver inflytande - det är förändringens tid. |                                                             |                                                    |                                     |                  |
| 10 | "Världens modernaste land, 1920-talet till våra dagar"      | Johanna Becker                                     | Anders Högrell & Martin Abrahamsson | 11 februari 2024 |
| Under 1900-talet går Sverige igenom enorma förändringar och svenskarna möter en framtid de inte kunnat drömma om. Från att ha varit ett fattigt jordbrukssamhälle med djupa klassklyftor och hårda konflikter på arbetsmarknaden så blir Sverige ett av världens rikaste länder. Men tiden står inte stilla.                      |                                                             |                                                    |                                     |                  |

## Mottagande
Vetenskapsjournalisten Karin Bojs efterfrågade fler källhänvisningar, mindre spekulation och striktare faktakoll för att öka programmets trovärdighet. Hon var främst kritisk mot att programmet blandade fakta och svammel i för hög grad; att det var oklart när det var spekulationer eller gissningar och när det presenterades vetenskapligt belagda fakta. Bojs skrev om seriens första avsnitt i Dagens Nyheter att ett försonande drag var att det beskrev hur Sverige i vågor befolkades av stenåldersjägare, stenåldersbönder, och stridsyxekulturen men att för lite tid ägnades åt den sistnämnda.
Historieprofessorn Andreas Åkerlund skrev om serien att "Historien om Sverige [visade sig] i stort behandla det som nämns som mål och centralt innehåll för den svenska gymnasieskolan. Serien ger en historisk referensram, ordnar det historiska skeendet enligt en gängse epokindelning och tar upp historiska källor som speglar kulturella förändringar och vanliga människors levnadsförhållanden." Han skrev att "[Serien] bär tydliga drag av samtidens intressen och prioriteringar." men att den "i låg utsträckning [bidrar] till att på ett tillgängligt och balanserat sätt identifiera och förklara dom krafter som formade det Sverige vi lever i idag." Åkerlund saknade redogörelse och förklaringar för den grundläggande utvecklingen av livets materiella förutsättningar, som jordbruk och teknik, samt hur olika faktorer kan samverka och leda till omfattande samhälleliga förändringar. Han kritiserade serien för att inte alls nämna den Franska revolutionen och dess följdverkningar för Sverige under slutet av 1700-talet och senare under 1800-talet, till exempel revolutionsidéernas betydelse för parlamentarismens genombrott. Han skrev att de två sista programmen med sitt stora fokus på Socialdemokraterna ledde till att övriga aktörer nästan helt ignorerades.